# Люди, пов'язані з Херсоном

## Народилися

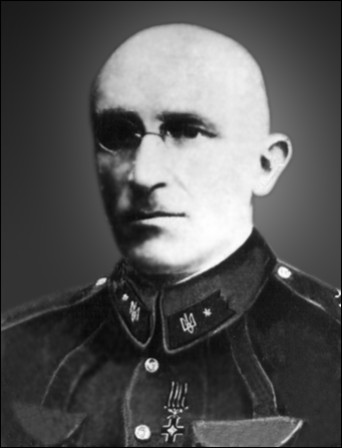
Олекса Алмазов, генерал-хорунжий Армії УНР, лицар Ордену Залізного Хреста «За Зимовий похід і бої».

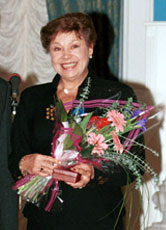
Латиніна Лариса Семенівна, дев'ятиразова олімпійська чемпіонка зі спортивної гімнастики.

- 1844 — Шрейдер Єгор Єгорович, український живописець.
- 1852 — Кранцфельд Давид Йосипович — лікар-хірург, доктор медицини, дійсний член Товариства одеських лікарів і Одеського бальнеологічного товариства.
- 1858 — Кранцфельд Мойсей Йосипович — лікар-терапевт, фтизіатр; один із організаторів боротьби з туберкульозом на півдні України.
- 1863 — Скадовський Сергій Балтазарович, громадський діяч, благодійник, засновник м. Скадовська.
- 1864 — Коноників Михайло Михайлович, полковник Армії УНР, хотинський та бердичівський повітовий військовий комендант Української Держави та УНР.[1]
- 1865 — Маршинський Аполлінарій Сератонович — український громадсько-культурний діяч. Фінансист, міністр фінансів Директорії
- 1867 — Майкапар Самуїл Мойсейович, піаніст та композитор.
- 1867 — Шейнфінкель Віра Костянтинівна, бібліограф, революційний діяч, директор бібліотеки, Герой Праці.
- 1868 — Лишневський Олександр Львович, російський і український, радянський архітектор, відомий зведенням будівель у стилі модерн та неокласицизм.
- 1880 — Гопнер Серафима Іллівна, радянський партійний і державний діяч.
- 1884 — Шовкуненко Олексій Олексійович, український маляр-аквареліст, майстер пейзажу і портрета, педагог. Олекса Алмазов, генерал-хорунжий Армії УНР, лицар Ордену Залізного Хреста «За Зимовий похід і бої».
- 1886 — Алмазов Олекса, генерал-хорунжий Армії УНР.[2]
- 1886 — Сталь Герман Фердинандович, генерал-хорунжий Армії УНР.
- 1886 — Сагайдачний Євген Якович, український маляр, декоратор і педагог.
- 1874 — Скадовський Іван Георгійович, священник, канонізований РПЦ.
- 1881 — Загородній Михайло Андрійович, старшина Дієвої армії УНР.[3]
- 1890 — Володимир Кедровський, державний і політичний діяч, публіцист, полковник Армії УНР.
- 1891 — Лавреньов Борис Андрійович, російський письменник.
- 1892 — Боршак Ілько, український історик.[4]
- 1894 — Моше Шарет, прем'єр-міністр Ізраїлю (1953—5). Депутат Кнесету (1949—1965).
- 1894 — Андрієнко-Нечитайло Мішель, український маляр-авангардист, сценограф, новеліст.[5]
- 1895 — Карпенко Сергій Гордійович, український актор.
- 1897 — Єфим Голишев, письменник та композитор.
- 1900 — Максим Редкин, воїн Армії УНР, учасник Другого зимового походу.[6]
- 1901 — Максимович Тетяна Олександрівна, художник театру.
- 1903 — Солтан Александер, польський графік.
- 1905 — Гавриленко Володимир Никифорович, український письменник.
- 1907 — Кравець Йосип Наумович, український філософ.Латиніна Лариса Семенівна, дев'ятиразова олімпійська чемпіонка зі спортивної гімнастики.
- 1909 — Верещагін Леонід Федорович, фізик (СРСР), академік АН СРСР (1966; член-кореспондент 1960).
- 1909 — Пономаренко Євген Порфирович, український актор.
- 1910 — Савченко Костянтин Миколайович — український радянський астроном.
- 1911 — Бреус Яків Георгійович, український майор радянської армії, Герой Радянського Союзу.
- 1917 — Мірча Іонеску-Квінтус, румунський політик, Міністр юстиції
- 1920 — Грінько Микола Григорович, український радянський актор.
- 1923 — Арбатов Георгій Аркадійович, російський політолог, учений-американіст.
- 1924 — Кулик Ілля Олександрович — херсонський підпільник, Герой Радянського Союзу.
- 1926 — Уманський Юліан Олександрович, український радянський онколог-імунолог
- 1927 — Якубич Валентин Іванович, український графік.
- 1929 — Боянжу Марк Озясович, російський поет.[7]
- 1930 — Бруз Володимир, український історик, політолог, дипломат.
- 1930 — Носов Михайло Павлович — Президент Української технологічної академії.
- 1938 — Іщенко Юрій, український композитор.
- 1934 — Латиніна Лариса Семенівна, дев'ятиразова олімпійська чемпіонка зі спортивної гімнастики, володар найбільшого числа олімпійських нагород за всю історію Олімпійських ігор
- 1941 — Кучеревський Євген Мефодійович, український футбольний тренер.
- 1942 — Сорока Борис Федорович, радянський футболіст.
- 1947 — Кравченко Володимир Миколайович, херсонський художник.
- 1954 — Люко Дашвар, українська письменниця, сценарист, журналіст.
- 1955 — Кабаченко Віктор Петрович, український кінооператор.
- 1957 — Пострєхін Сергій Альбертович, український каноїст, олімпійський чемпіон.
- 1958 — Гармаш Сергій Леонідович, російський актор театру та кіно.
- 1960 — Делієв Георгій Вікторович, український актор.
- 1965 — Чуприна Борис Володимирович, український режисер, драматург, сценограф.
- 1966 — Станішев Сергій, болгарський політик. Прем'єр-міністр Болгарії (серпень 2005 — липень 2009).
- 1967 — Авраменко Олег Євгенович, український письменник-фантаст.
- 1968 — Максимов Юрій Вільйович, український футбольний тренер, головний тренер футбольного клубу «Кривбас» (Кривий Ріг).
- 1971 — Колихаєв Ігор, український політик, підприємець.
- 1972 — Головко Олександр Борисович, український футбольний тренер.
- 1972 — Меленчук Олександр Михайлович, капітан Збройних сил України, 11-та окрема бригада армійської авіації, учасник російсько-української війни.
- 1973 — Авраменко Валентин Євгенович, український письменник-фантаст.
- 1973 — Калініна Наталія Георгіївна — українська радянська спортивна гімнастка. Заслужений майстер спорту.
- 1975 — Лисенко Тетяна Феліксівна, українська гімнастка, дворазова олімпійська чемпіонка.
- 1975 — Угрін Федір Дмитрович — матрос Збройних сил України, учасник російсько-української війни.
- 1978 — Проворова Тетяна Анатоліївна — заслужена артистка України, провідна майстриня сцени, артистка драми.
- Лошкарьов Денис Олександрович (1979—2018) — молодший лейтенант Збройних сил України, учасник російсько-української війни.
- 1980 — Гуминська Леся Олександрівна, українська спортсменка-паверліфтер. Майстер спорту міжнародного класу, заслужений майстер спорту України.
- 1980 — Старцев Максим Олександрович, український футболіст, воротар сімферопольської «Таврії».
- 1982 — Куликов Веніамін Сергійович — солдат Збройних сил України, учасник російсько-української війни.
- 1985 — Снопова Юлія Олексіївна; українська гандболістка; напівсередній гравець. Майстер спорту України; гравчиня жіночої збірної України з гандболу.
- 1987 — Новікова Анна; українська веслувальниця. Бронзова призерка чемпіонатів Європи; майстер спорту України міжнародного класу.
- Максименко Марина Віталіївна (* 1988) — українська сумоїстка. Майстер спорту України; майстер спорту України міжнародного класу з боротьби сумо; заслужений майстер спорту України.
- 1988 — Моісєєнко Сергій Олександрович (1988—2021) — молодший сержант Збройних сил України, учасник російсько-української війни.
- 1988 — Ткачишин Михайло Володимирович — сержант Збройних сил України, учасник російсько-української війни.
- 1989 — Іванов Максим Миколайович, український спортсмен.
- 1990 — Макс Барських — український співак та композитор.
- 1991 — Януш Панченко — український етнограф ромського походження, громадський діяч.
- 1999 — Мехряков Андрій Павлович (1999—2023) — солдат збройних сил України, учасник російсько-української війни.
- 2005 — Ярослав Рогальський — український співак, актор і музикант, півфіналіст п'ятого сезону телепроєкту «Голос. Діти», переможець «Чорноморських ігор» 2017 року.

## Навчалися
- 1885—1889 — Біднов Василь Олексійович, український громадський і культурний діяч, історик української церкви, член Української Центральної Ради.
- 1893 — Цюрупа Олександр Дмитрович, більшовик, радянський державний діяч.
- 1901—1908 — Єгоров Олександр Іванович, сотник, військовий льотчик Повітряного флоту УНР.
- 2014 — Черкашин Олександр Миколайович, білоруський військовик, учасник війни на сході України (Добровольчий український корпус), псевдо «Тарас». «Народний Герой України» (посмертно).
- 2018—2019 — Януш Панченко, український етнограф ромського походження, громадський діяч.

## Працювали, служили, відвідували

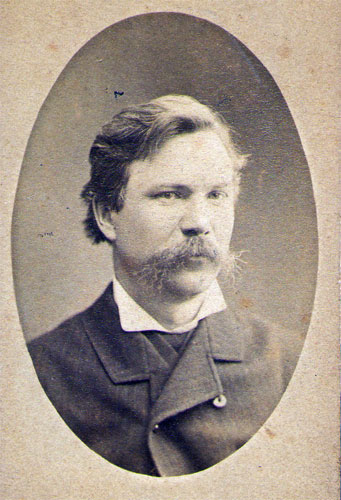
Іван Карпенко-Карий, український письменник, драматург, актор.

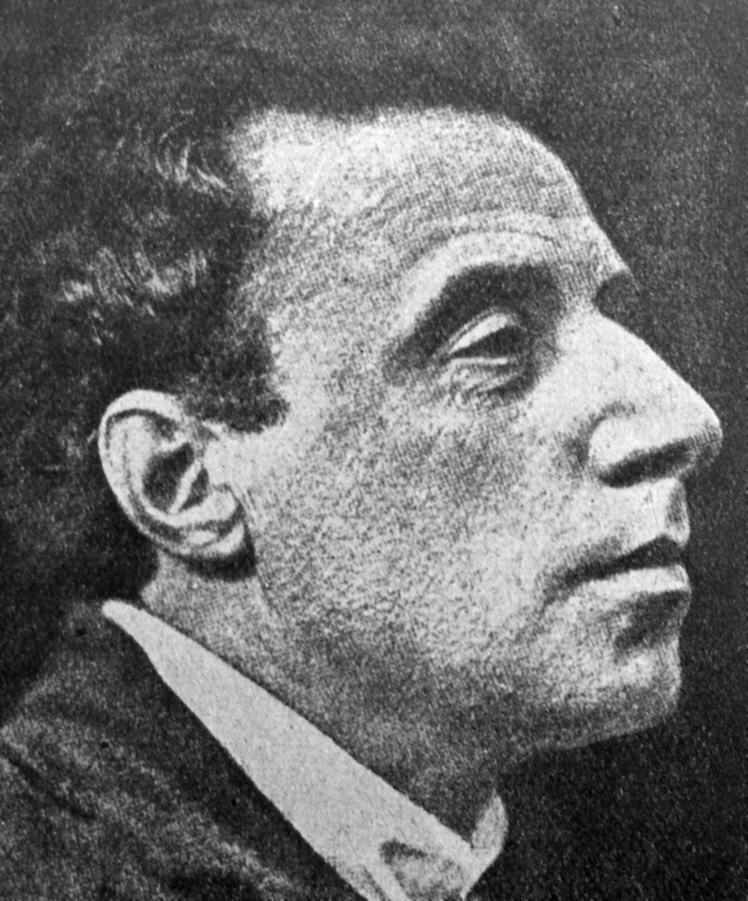
Мейерхольд Всеволод Емільйович, російський і радянський театральний режисер, актор, педагог.

- 1793—1794 — Суворов Олександр Васильович, російський полководець. Іван Карпенко-Карий, український письменник, драматург, актор.
- 1868—1868 — Іван Карпенко-Карий, український письменник, драматург, актор, ерудит, брат Миколи Садовського та Панаса Саксаганського.[8]
- 1871—1873 — Ґе Григорій Миколайович, український і російський письменник, культурний діяч, драматург.[9]
- 1884—1884 — Фруг Семен Григорович, єврейський поет, гуморист.[10]
- 1885—1887 — Грінченко Борис Дмитрович, український письменник, педагог, лексикограф, літературознавець, етнограф, історик, публіцист, громадсько-культурний діяч.[11],[12]
- 1885—1887 — Дніпрова Чайка, українська письменниця та поетеса.[13]
- 1885—1890 — Домбровський Владислав Олександрович, видатний архітектор, автор проектів деяких значних костелів в Україні[14]
- 1892—1910 — Кручоних Олексій Єлисейович, український поет, теоретик кубофутуризму, літературний критик, художник.[15]
- 1896—1896 — Грін Олександр Степанович, російський письменник.[16]
- після 1900—1927 — Коношенко Андрій Михайлович, український фольклорист-музикознавець.Мейерхольд Всеволод Емільйович, російський і радянський театральний режисер, актор, педагог.
- 1902—1908 — Мейерхольд Всеволод Емільйович, російський і радянський театральний режисер, актор, педагог, народний артист Республіки (1923). Один із реформаторів театру.
- 1903—1903 — Коцюбинський Михайло Михайлович, український письменник, громадський діяч, голова Просвіти в Чернігові, один з організаторів Братства Тарасівців.[17]
- 1903—1919 — Чернявський Микола Федорович, поет, педагог і земський діяч.
- 1905—1908 — Дніпрова Чайка, українська письменниця та поетеса.[13]
- 1912—1912 — Маяковський Володимир Володимирович, російський поет.[16]
- 1912—1912 — Хлєбников Велимир, російський поет, прозаїк, футурист.[18]
- 1915—1918 — Малеча Нестор Михайлович, етнограф, мовознавець, педагог, громадський діяч.
- 1917—1937 — Челюк Іван Микитович, український громадський та політичний діяч, засновник українського кооперативного руху на Херсонщині.
- 1917—1930-ті до страти — Шульгин Сергій Іванович, український громадський діяч, лікар, викладач української мови.
- 1918—1922 — Шульга Іван Миколайович, український живописець, графік, педагог, майстер тематичної картини, портрета і пейзажу. Уродженець Херсонщини. Заслужений діяч мистецтв УРСР (з 1946).
- 1919—1919 — Багрицький Едуард Георгійович, радянський письменник, у складі військ ЧА окупував Херсон, учасник боїв з Армією УНР та загонами Н. Махна.[16]
- 1932—1938 — Божко Сава Захарович, український письменник і журналіст.
- 1935—1935 — Мате Залка, угорський письменник.[16]
- 1947—1949 — Аведикова Єлизавета Андріївна, українська акторка, Заслужена актриса УРСР.[5]
- 1962 — Вірлич Август Ернестович, український політв'язень, відповідальний секретар Херсонської обласної комісії «Реабілітовані історією».
- 1960—1999 — Білокур Іван Григорович, український скульптор.
- 1979—1979 — Яковлєв Юрій Васильович, російський актор.[19]
- 1995—1996 — Жолобов Віталій Михайлович, український космонавт та політик, полковник-інженер запасу, президент науково-дослідного судна «Космонавт Юрій Гагарін».

## Померли

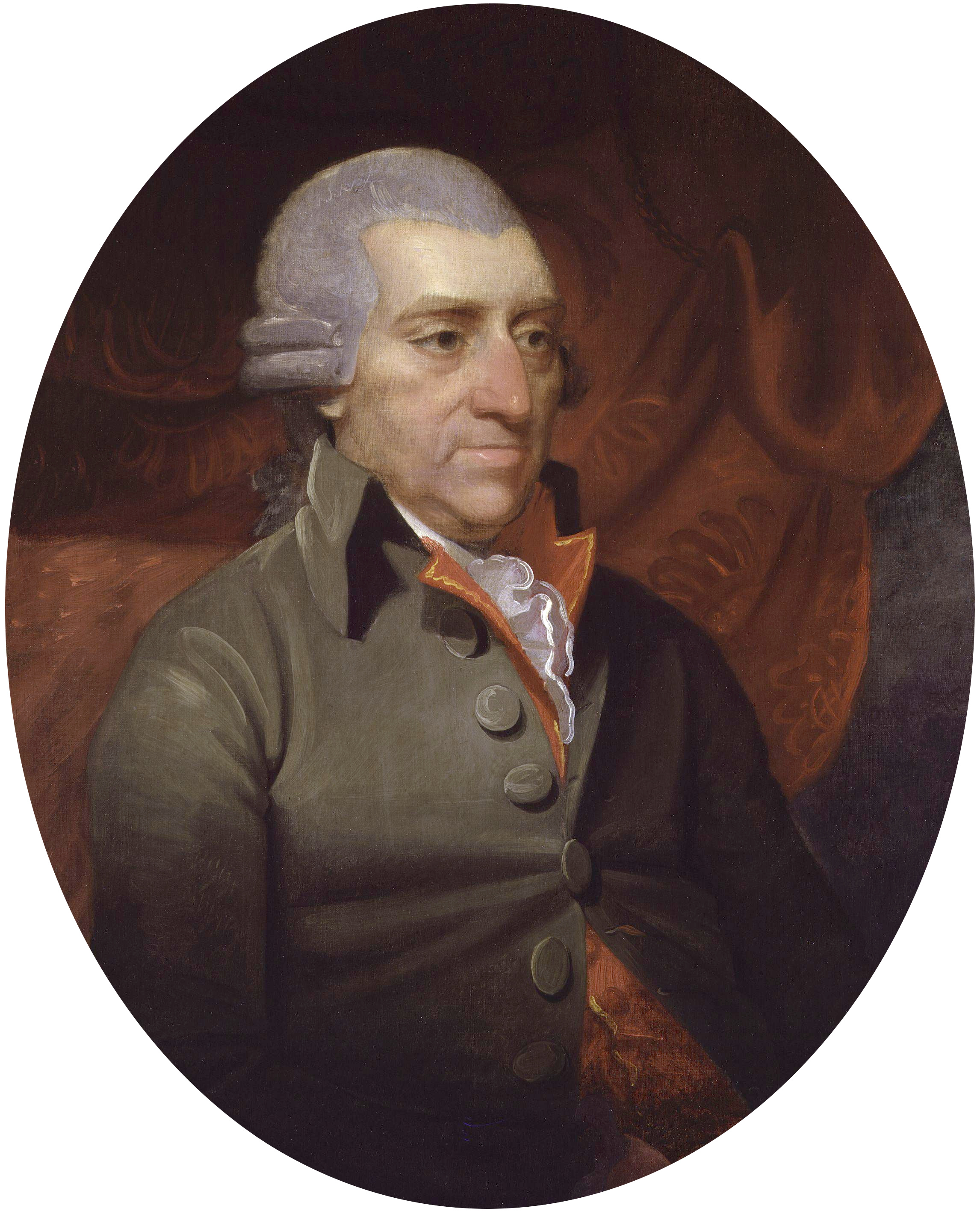
Джон Говард, англійський юрист, філантроп, дослідник масових інфекційних захворювань у Європі.

- 1778 — Шубін Сафрон Борисович, контр-адмірал, перший командир зведення Херсонської фортеці.Джон Говард, англійський юрист, філантроп, дослідник масових інфекційних захворювань у Європі.
- 1783 — Клокачьов Федот Олексійович, віце-адмірал, командувач ЧФ Росії.
- 1790 — Джон Говард, англійський юрист, філантроп, дослідник масових інфекційних захворювань у Європі.
- 1822 — Іошуа Цейтлін, вчений рабин, довірена особа князя Потемкіна, видатна особа Єврейської Просвіти (Гаскала).
- 1890 — Чикаленко Петро Іванович — рідний дядько видатного українського мецената Євгена Чикаленка.[20]
- 1900 — Бєгак Іуда, єврейський вчений, розробник єврейської граматики, дослідник арамейських текстів.
- 1912 — Василевський Феофан Олександрович, український письменник і публіцист, чоловік Дніпрової Чайки.[21]
- 1918 — Арнольд Володимир Федорович, український земський статистик.[5]
- 1941 — Маріуш Заруський, бригадний генерал польської армії та громадський діяч Польщі. А також фотограф, художник, поет та прозаїк, матрос і мандрівник.
- 1963 — Садовой Олександр Петрович (1906—1963) — підполковник Радянської Армії, учасник Другої світової війни, Герой Радянського Союзу.
- 1971 — Зененко Петро Михайлович, український художник, уродженець м. Кишинів.[22]
- 1978 — Гнєдов Василь Іванович, російський письменник, поет футурист.
- 1990 — Ботько Іван Іванович, український художник, уродженець Нью-Йорку.
- 1992 — Дубинда Павло Христофорович, один з чотирьох повних кавалерів ордена Слави, удостоєних звання Героя Радянського Союзу.

## Поховані

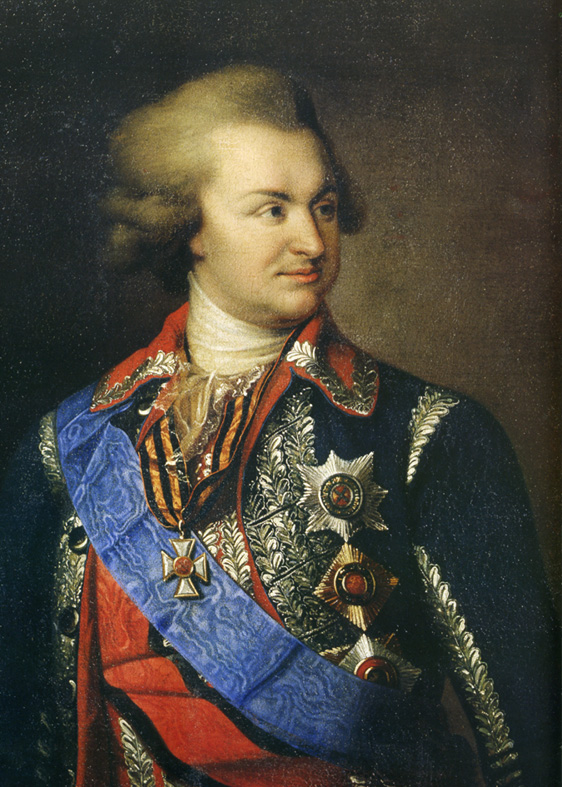
Потьомкін Григорій Олександрович, російський державний і військовий діяч.

- 1788 — Корсаков Микола Іванович, інженер-полковник, що з 1784 року був головним керівником будівництва фортеці та міста Херсон.
- 1789 — Емануїл Джані-Русет, володар Молдови. Потьомкін Григорій Олександрович, російський державний і військовий діяч.
- 1791 — Потьомкін Григорій Олександрович, російський державний і військовий діяч, дипломат, генерал-фельдмаршал (з 1784), князь. Прозваний запорізькими козаками прізвиськом Гриць Нечеса.
- 1899 — Журавський Микола Миколайович, очільник дворянства Херсонського повіту.
- 1911 — Гмирьов Олексій Михайлович, російський поет.[16]
- 1912 — Василевський Теофан, український письменник і публіцист, чоловік Дніпрової Чайки.[21]
- 1918 — Арнольд Володимир Федорович, український земський статистик.[5]
- 1941 — Маріуш Заруський, бригадний генерал польської армії та громадський діяч Польщі. А також фотограф, художник, поет та прозаїк, матрос і мандрівник.[23]
- 1946 — Видриган Микола Захарович, льотчик-винищувач, герой Радянського Союзу.
- 1954 — Преподобний Варсонофій (Юрченко), православний священник, сповідник, святий канонізований УПЦ[24].
- 1971 — Назаренко Володимир Афанасійович, учасник Радянсько-фінської війни, герой Радянського Союзу.
- 1978 — Собко Іван Кузьмич, учасник битви під Сталінградом, герой Радянського Союзу.
- 1992 — Дубинда Павло Христофорович, один з чотирьох повних кавалерів ордена Слави, удостоєних звання Героя Радянського Союзу.
- 2001 — Філіпович Сергій Валентинович, український миротворець від Місії ООН у Сьєре-Ліоне.
- 2001 — Шемендюк Петро Семенович, герой Радянського Союзу.[25]
- 2001 — Вазін Георгій Андрійович, диригент, народний артист України.[26]
- 2007 — Мердак Іван, український скульптор та художник, Заслужений майстер народної творчості України.[27]
- 2008 — Коваленко Анатолій Якович, льотчик, герой Радянського Союзу.[28]